# Pilger
Pilger – wieś w Stanach Zjednoczonych, w stanie Nebraska, w hrabstwie Stanton.